# 土佐電気鉄道モハ5000形電車
土佐電気鉄道モハ5000形電車（とさでんきてつどうモハ5000がたでんしゃ）は、かつて土佐電気鉄道（現：とさでん交通）が所有していた鉄道路線の安芸線で使用されていた電車（電動車）。老朽化した旧型電車の機器と他社から譲渡された車体を用いて製造され、同型の車体を有した制御車のクハ3000形とともに安芸線の廃止まで使用された。

## 概要

### モハ5000形
1949年に2つの区間に分けて全線の電化が行われた土佐電気鉄道安芸線には、当初京阪神急行電鉄（現：京阪電気鉄道）の旧型電車の車体や南海電気鉄道から譲受した台車を用いて製造したモハ1000形が8両（モハ1001 - モハ1008）導入され、気動車を改造した制御車と共に主力車両として用いられた。だが、1960年代に入り車体の老朽化が進んだため、これらの車両から機器を流用した車両を導入することとなった。これがモハ5000形である。
前述の通り台車や主要機器はモハ1000形のものが流用され、台車は南海電気鉄道で用いられていたブリル77E2形、主電動機はモハ1000形の製造にあたって新規に作られた三菱電機製のものが使われた。一方、車体については阪神電気鉄道で廃車となった両運転台車両の1101形電車のものが用いられた。この1101形は後述の初期車を除いて側面窓の上部に採光用の小窓が設置されているのが特徴で、モハ5000形については後年に改造による増備が行われた1両を除く全車に採光窓が存在した。

### クハ3000形
モハ5000形と共に製造された制御車で、主電動機は搭載されていなかった。合計3両が導入されたが、そのうち2両（クハ3001・クハ3002）は電化前に使用されていたガソリンカーを制御車化したクハ2000形のうち2両（クハ2002・クハ2003）の台車や機器を流用した一方、もう1両（クハ3003）についてはモハ1000形（モハ1001）から台車や機器が用いられた。これは流用元のモハ1001が営業運転から離脱し休車状態であったことが理由である。
これらの車両に用いられた阪神電気鉄道1101形電車の車体は初期車のものであったため、導入時点でクハ3000形だった車両には採光用の小窓が存在しなかった。

## 運用
モハ5000形およびクハ3000形の車体更新（機器流用）は1964年に実施され、モハ5000形は7両（モハ5001 - モハ5007）、クハ3000形は3両（クハ3001 - クハ3003）が導入された。その後、クハ3003については貨物輸送量増加による混合列車の増発に対応するため、翌1965年に電動車化改造を受けてモハ5000形（モハ5008）に編入された。
営業運転は2両編成を基本とし、安芸線の最盛期となった1960年代中盤のラッシュ時には最大5両編成による運用も存在した。だがそれ以降は利用客・貨物輸送量ともに減少し続け、1972年3月1日に貨物輸送が廃止され、安芸線自体も1974年3月1日をもって廃止となった。それに伴い、モハ5000形およびクハ3000形も全車廃車となっている。

## 車両一覧
| モハ5000形・クハ3000形 車両一覧 | モハ5000形・クハ3000形 車両一覧 | モハ5000形・クハ3000形 車両一覧 | モハ5000形・クハ3000形 車両一覧 | モハ5000形・クハ3000形 車両一覧 | モハ5000形・クハ3000形 車両一覧 |
| 車両番号                        | 旧番                            | 旧番                            | 採光窓                          | 改造年月                        | 備考・参考                      |
| 車両番号                        | 土佐電気鉄道                    | 阪神電気鉄道(車体)              | 採光窓                          | 改造年月                        | 備考・参考                      |
| ------------------------------- | ------------------------------- | ------------------------------- | ------------------------------- | ------------------------------- | ------------------------------- |
| モハ5001                        | モハ1006                        | モハ1109                        | 有                              | 1964年2月10日                   |                                 |
| モハ5002                        | モハ1003                        | モハ1121                        | 有                              | 1964年9月30日                   |                                 |
| モハ5003                        | モハ1007                        | モハ1125                        | 有                              | 1964年7月25日                   |                                 |
| モハ5004                        | モハ1005                        | モハ1132                        | 有                              | 1964年1月6日                    |                                 |
| モハ5005                        | モハ1002                        | モハ1137                        | 有                              | 1964年8月22日                   |                                 |
| モハ5006                        | モハ1004                        | モハ1146                        | 有                              | 1964年3月12日                   |                                 |
| モハ5007                        | モハ1008                        | モハ1148                        | 有                              | 1964年4月15日                   |                                 |
| モハ3008                        | クハ3003                        | －                              | 無                              | 1965年4月1日                    |                                 |
| クハ3001                        | クハ2002                        | モハ1101                        | 無                              | 1964年9月22日                   |                                 |
| クハ3002                        | クハ2003                        | モハ1102                        | 無                              | 1964年7月27日                   |                                 |
| クハ3003                        | モハ1001                        | モハ1107                        | 無                              | 1964年6月16日                   | 1965年4月1日付でモハ3008へ改造  |

## 参考資料
- 東京大学鉄道研究会「土佐電気鉄道安芸線」『鉄道ピクトリアル 1969年12月 臨時増刊号』第19巻第12号、鉄道図書刊行会、1969年12月10日、80-92頁。
- 寺田祐一『新・消えた轍－ローカル私鉄廃線跡探訪－ 10 九州・四国』ネコ・パブリッシング、2010年7月30日。ISBN 978-4-7770-1033-2。